# Соглашения Сан-Андреса
Соглашения Сан-Андреса— это договоренности, достигнутые между Сапатистской армией национального освобождения и правительством Мексики во главе с президентом Эрнесто Седильо. Соглашения были подписаны 16 февраля 1996 года в Сан-Андрес-Ларрайнсаре, в штате Чьяпас, и предоставили автономию, признание и права коренному населению Мексики. Договоренности были основаны на пяти принципах элементарного уважения к разнообразию коренного населения Чьяпаса, сохранению природных ресурсов в пределах земли, используемой и занимаемой коренными народами, большем участии общин коренных народов в принятии решений и контроле над государственными расходами, участии коренных общин в определении их собственных планов развития, автономии общин коренных народов и их права на самоопределение в рамках государства. Соглашения перевели на десять языков коренных народов. Соглашения обсудили и одобрили представители всех общин коренных народов Мексики. Президент Седильо и Институционно-революционная партия (ИРП), однако, проигнорировали соглашения, увеличив военное присутствие, заручившись политической поддержкой других важных политических партий: Партии демократической революции и Партии национального действия (ПДР и ПНА).

## История
16 февраля 1996 г. Сапатистская Армия национального освобождения (САНО) создала и первой подписала Соглашения Сан-Андреса. Позже, в тот же день, мексиканское федеральное правительство приняло условия и также подписало соглашения. Обе группы подписали соглашения в присутствии НПК (Национального посреднического Комитета) во главе с епископом Самуэлем Руисом и КСУ (Комиссия согласия и усмирения).

## Нынешние отношения
Продолжали прибывать военизированные группы, и агрессия против сапатистов увеличилась. Военизированные формирования укрывались в частности губернатором Чьяпаса Хуаном Сабинесом, бывшим членом ИРП, перешедшем в ПДР. Руководство ПДР молчало. Камачо Солис, однако, признал, что эта тема обсуждалась. Он сказал: «Существует риск насилия в штате Чьяпас. Есть группы ПДР, которые прибегают к пакостям».
В 2000 году Висенте Фокса, лидера Партии национального действия, избрали президентом. Он обещал возобновить процесс мирного урегулирования и переговоры с общинами коренных народов. Избрание Фокса дало индейцам надежду, что переговоры состоятся.
Президент Мексики Висенте Фокс закрыл семь военных баз и выпустил всех, кроме девяти сапатистских политических заключенных. Тем не менее, он отказался удовлетворить требование сапатистов оставить Соглашения Сан-Андреса без изменений.
Вместо того, чтобы официально признать автономию коренных народов в мексиканском конституции, Конгресс принял «право коренных народов», которое позволило местным властям выбирать самим, признавать автономию коренных народов или нет. Государственные должностные лица, религиозные лидеры, многие группы коренного населения и САНО выступили резко против этого права.
С тех пор, как Сенат принял законопроект 25 апреля 2001 года, около 300 конституционных жалоб были поданы против этого закона. В них говорится, что закон не признает коренные народы как субъект права, и что он не гарантирует коренным общинам права использовать свои собственные природные ресурсы.